# Carpenter
Carpenter és una població dels Estats Units a l'estat d'Iowa. Segons el cens del 2000 tenia 130 habitants.

## Demografia
Segons el cens del 2000, Carpenter tenia 130 habitants, 50 habitatges, i 30 famílies. La densitat de població era de 313,7 habitants per km².
Dels 50 habitatges en un 40% hi vivien nens de menys de 18 anys, en un 46% hi vivien parelles casades, en un 8% dones solteres, i en un 40% no eren unitats familiars. En el 34% dels habitatges hi vivien persones soles el 10% de les quals corresponia a persones de 65 anys o més que vivien soles. El nombre mitjà de persones vivint en cada habitatge era de 2,6 i el nombre mitjà de persones que vivien en cada família era de 3,43.
Per edats la població es repartia de la següent manera: un 36,9% tenia menys de 18 anys, un 6,9% entre 18 i 24, un 28,5% entre 25 i 44, un 14,6% de 45 a 60 i un 13,1% 65 anys o més.
L'edat mediana era de 31 anys. Per cada 100 dones de 18 o més anys hi havia 90,7 homes.
La renda mediana per habitatge era de 27.500 $ i la renda mediana per família de 34.167 $. Els homes tenien una renda mediana de 28.333 $ mentre que les dones 22.500 $. La renda per capita de la població era de 14.864 $. Entorn del 10% de les famílies i el 5,3% de la població estaven per davall del llindar de pobresa.

## Poblacions més properes
El següent diagrama mostra les poblacions més properes.